# Кролевецкий арматурный завод
Кролевецкий арматурный завод (укр. Кролевецький арматурний завод) — промышленное предприятие в городе Кролевец Сумской области.

## История
В декабре 1963 года ЦК КПСС была утверждена программа развития нефтяной и химической промышленности, которая предусматривала развитие трубопроводного транспорта и создание дополнительных производственных мощностей в машиностроении для обеспечения его потребностей.
В соответствии с 7-м пятилетним планом развития народного хозяйства СССР на базе реконструированного металлобрабатывающего завода «Металл» в городе Кролевец в 1966 году был создан и введён в строй Кролевецкий арматурный завод.
В советское время завод входил в число ведущих предприятий города.
После провозглашения независимости Украины государственное предприятие было преобразовано в акционерное общество. В условиях экономического кризиса и разрыва хозяйственных связей в начале 1990х годов положение предприятия осложнилось.
Весной 1994 года было заключено российско-украинское соглашение о расчётах за поставляемые из России нефть и природный газ поставками продукции ряда промышленных предприятий Украины на условиях бартера. Одним из участников этой программы стал Кролевецкий арматурный завод, который изготавливал для российской стороны трубопроводную арматуру. В августе 1997 года в Киеве было подписано ещё одно торговое соглашение между министерством энергетики и электрификации Украины и министерством топлива и энергетики Российской Федерации о развитии производственной кооперации, расширившее номенклатуру продукции Кролевецкого арматурного завода, поставляемой российской стороне.
До начала 2000х годов завод являлся градообразующим предприятием.
В 2000 году владельцы предприятия сумели вывести активы завода в ЗАО «Кролевецпромарматура», которое в 2001 году заложило их в коммерческом банке «Надра» в обмен на кредит в размере 1 млн. долларов США, в результате в 2001 году завод остановил производственную деятельность и был признан банкротом. В 2004 году при содействии промышленной инвестиционной группы «Inter Car Group» собственником предприятия стала компания ООО «Армапром», предприятие возобновило производство, но в 2006 году Высший хозяйственный суд Украины подтвердил право собственности банка «Надра» на имущественный комплекс завода. В июне 2007 года банк принял решение о продаже завода за 2,2 млн долларов США.
Начавшийся в 2008 году экономический кризис осложнил положение предприятия, но в первом квартале 2009 года положение завода стабилизировалось. В 2012 году завод входил в число крупнейших действующих промышленных предприятий Кролевецкого района.

## Современное состояние
Завод специализируется на производстве промышленной трубопроводной арматуры из стали, серого и ковкого чугуна, сплавов цветных металлов для воды, пара, нефтепродуктов, аммиака и других жидкостей и газов, а также изготавливает отливки из чугуна, стали, алюминиевых сплавов, латуни и бронзы и иные металлоизделия. Продукция предприятия поступает в продажу под торговой маркой «КАЗ».